# Cordon des Druides
Le Cordon des Druides est un alignement mégalithique situé à Landéan, dans la forêt de Fougères, dans le département français d'Ille-et-Vilaine.

## Protection
Avec le dolmen de la Pierre Courcoulée, situé à l'est de la forêt, il est classé au titre des monuments historiques en 1946,.

## Description
L'alignement est composé de trois séries de blocs de quartzite. La première série comporte 57 blocs et s'étire sur environ 250 m selon un axe sud-ouest/nord-ouest. La deuxième série, parallèle à la première, est composée de 8 blocs du même type et s'étire sur 40 m. Enfin, la troisième série comporte 7 blocs et s'étend sur 25 m selon un axe nord-ouest/sud-est. Il s'agit peut-être des vestiges d'un deuxième alignement.
Les blocs sont sans forme précise, leurs hauteurs sont comprises entre 0,50 m et 1 m, le plus élevé atteint 2 m. 